# Augusta van Baden-Baden

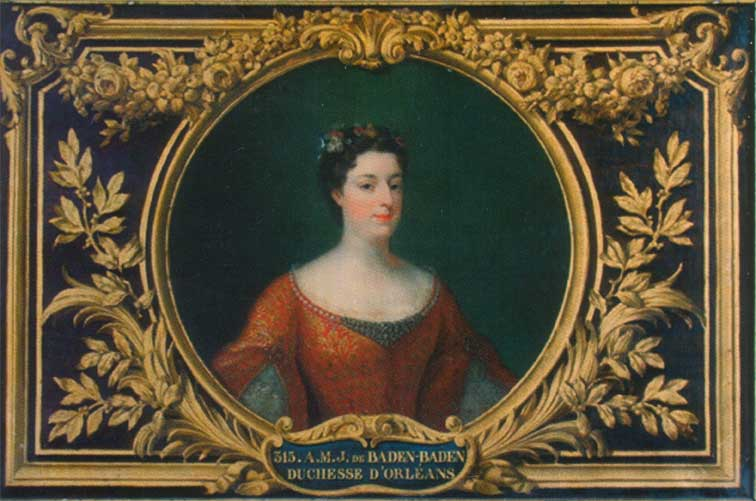
Prinses Augusta van Baden-Baden

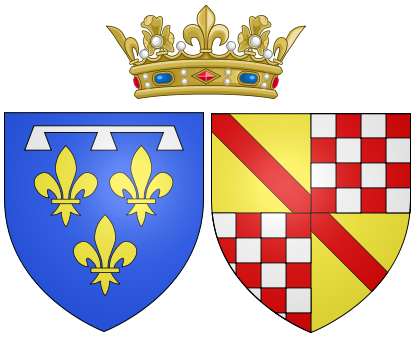

Augusta Maria Johanna (Aschaffenburg, 10 november 1704 – Parijs, 8 augustus 1726), was een prinses van Baden-Baden en de vrouw van hertog Lodewijk van Orléans.
Augusta was het negende kind van prins Lodewijk Willem van Baden-Baden, markgraaf van Baden-Baden en Francisca van Saksen-Lauenburg; zij was van 1707 tot 1727 regentes van Baden-Baden. Francisca was twintig jaar jonger dan haar man.
Augusta trouwde op 13 juli 1724 met de Franse prins Lodewijk van Orléans, de kleinzoon van de voormalige vijand van haar vader, koning Lodewijk XIV van Frankrijk.
Augusta stierf op 21-jarige leeftijd, drie dagen na de geboorte van haar tweede kind.

## Kinderen
- Lodewijk Filips (12 mei 1725 - 18 november 1785), volgde zijn vader op als hertog van Orléans
- Louise Marie (5 augustus 1726 - 14 mei 1728).